# Empis hypandrialis
Empis hypandrialis är en tvåvingeart som beskrevs av Christophe Daugeron 2000. Empis hypandrialis ingår i släktet Empis och familjen dansflugor.
Artens utbredningsområde är Frankrike. Inga underarter finns listade i Catalogue of Life.